# Mannen som gick upp i rök (film)
Mannen som gick upp i rök (tyska: Der Mann, der sich in Luft auflöste) är en västtysk-ungersk-svensk filmsamproduktion från 1980. Det är en filmatisering av Mannen som gick upp i rök (1966), med Derek Jacobi i rollens som Martin Beck.

## Rollista
- Derek Jacobi - Martin Beck
- Judy Winter - Aina Mattsson
- Sándor Szabó - Herr Sós
- Krisztina Peremartoni - Ari
- Zoltán Gera - Porter Kuti
- Ferenc Bács - Kommissarie Szluke
- Lasse Strömstedt - Lennart Kollberg
- Thomas Oredsson - Alf Mattsson
- László Gálffi - Piccolo
- András Márton - Kommissarie
- Kjell Bergqvist - Herr Stenström
- Tomas Bolme - Åke Gunnarsson
- Helena Brodin - Fru Beck
- Staffan Götestam - Sven Molin
- Svante Grundberg - Polis
- Åke Lagergren - Kristiansson
- Leif Liljeroth - Redaktör Eriksson